# Vetiverie ovsuchovitá
Vetiverie ovsuchovitá (Chrysopogon zizanioides, syn. Vetiveria zizanioides), česky též vousatka draslavá nebo zlatovous draslavý, je druh trávy z čeledi lipnicovité. Je to robustní, vysoká, hustě trsnatá tráva s fialovými, dlouhými latami klásků. Pochází z tropické Asie.
V buňkách kůry kořenů se prostřednictvím bakterií vytváří esenciální olej, který je znám jako vetiver a je již od starověku používán v parfumerii a lékařství. Vetiverie je v tropech vysazována jako okrasná tráva a k zabránění erozi. Má význam v tradiční indické medicíně i aromaterapii.

## Popis
Vetiverie ovsuchovitá je vysoká, vytrvalá, hustě trsnatá tráva s pevnými, vzpřímenými stébly, dorůstající výšky 1 až 2,5 metru a tloušťky stébla asi 5 mm. Listy jsou nahloučené při bázi lodyhy. Listové pochvy jsou lysé, spodní jsou ostře kýlnaté a střechovitě uspořádané ve vějířovitých útvarech. Čepele listů jsou bledě zelené, asi 30 až 90 cm dlouhé a 0,5 až 1 cm široké, ve spodní části na líci pýřité, jinak lysé. Jazýček má podobu nízkého lemu.
Latovité květenství je fialově zbarvené, podlouhlé, asi 20 až 30 cm dlouhé, bohatě větvené, složené z klasů tvořených 5 až 13 páry přisedlých, 4 až 5 mm dlouhých klásků. Koncové klásky jsou uspořádány po třech. Spodní pleva je troj až pětižilná, s ostrým zakončením, horní pleva je na kýlu osténkatě zašpičatělá, bez osiny. Pluška je na konci lehce dvouzubá, bez osiny nebo krátce mukronátní (do 2 mm), nevystupující z květu.

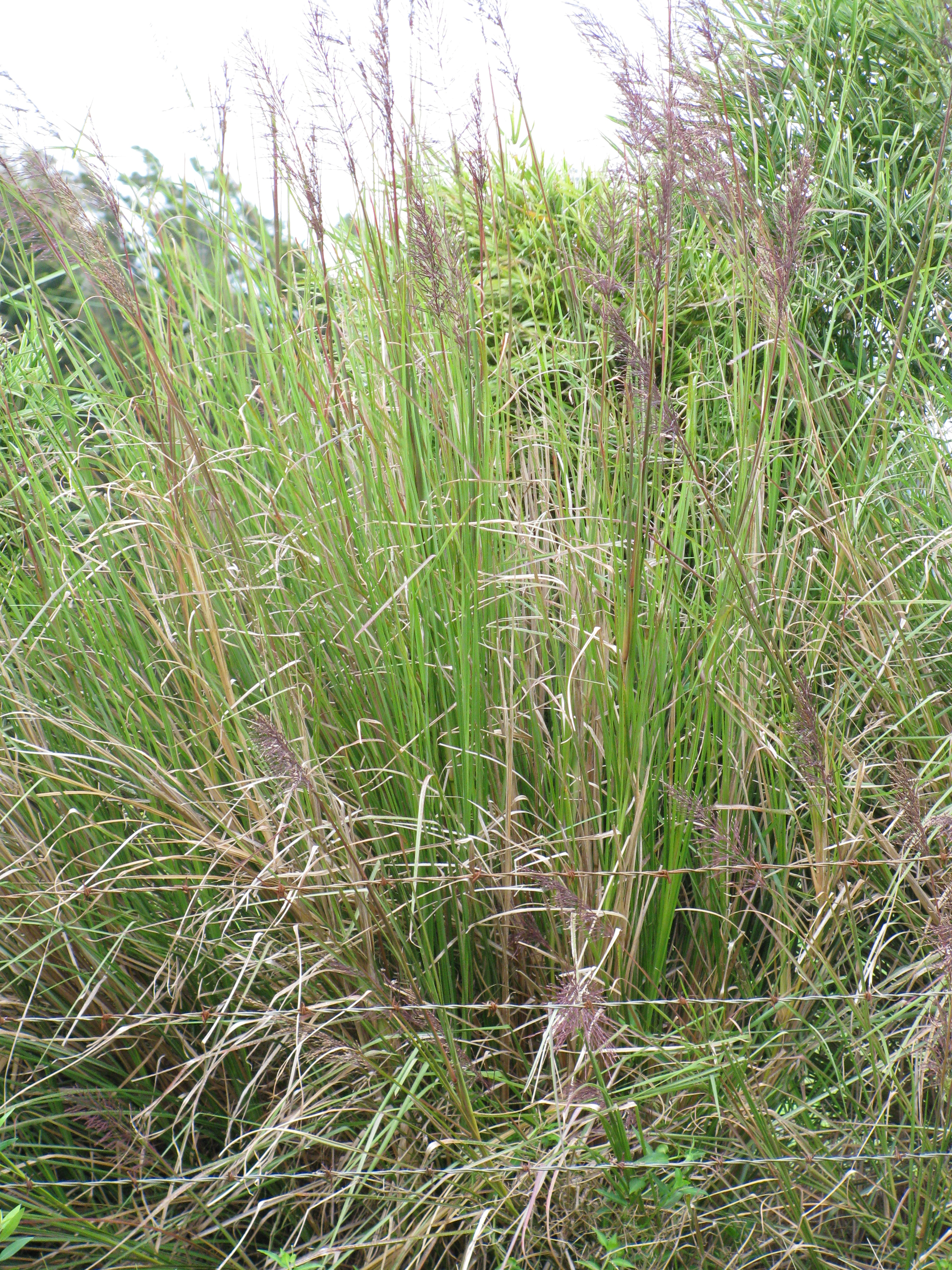
Habitus divoce rostoucí rostliny
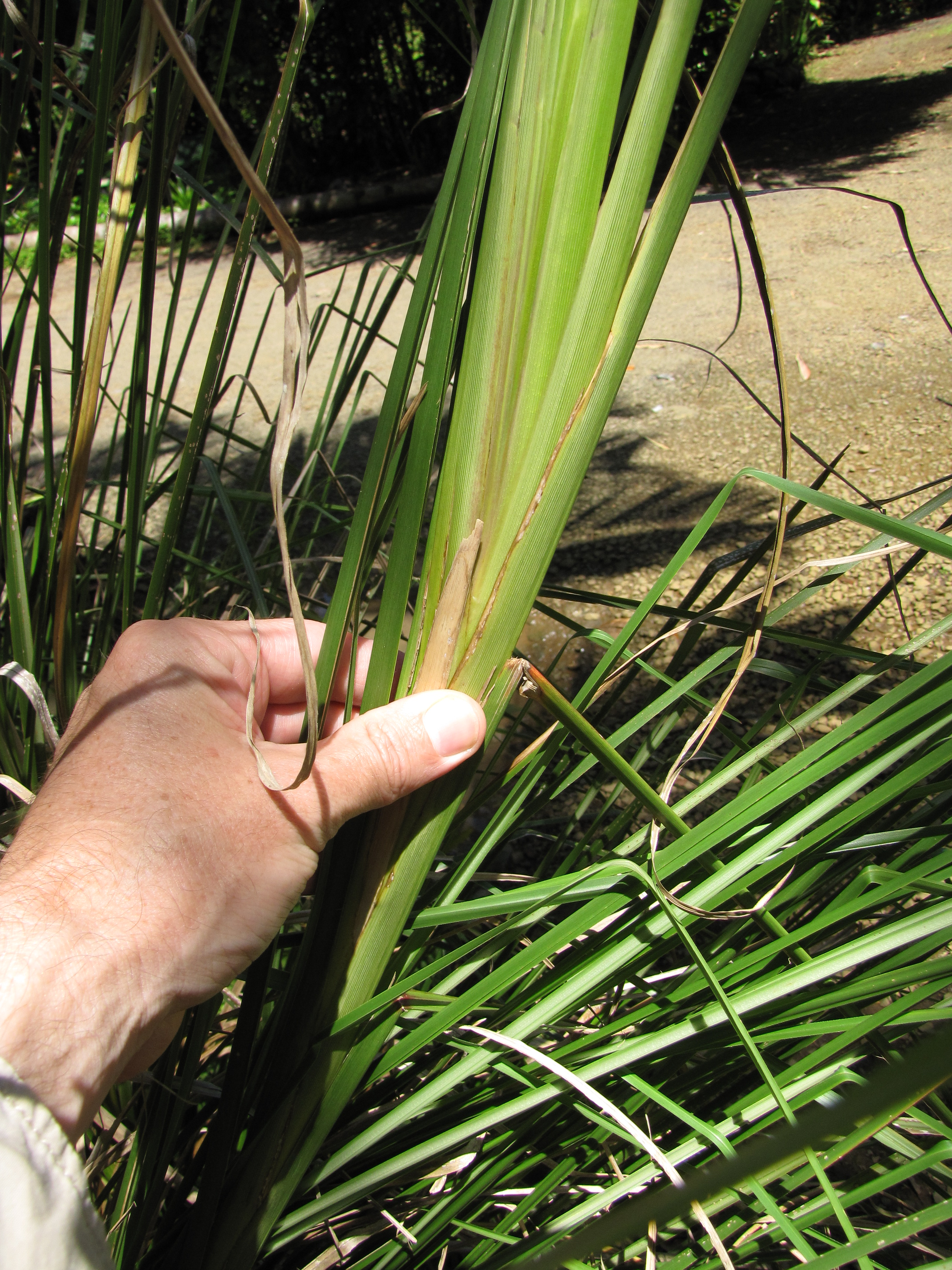
Spodní část lodyhy
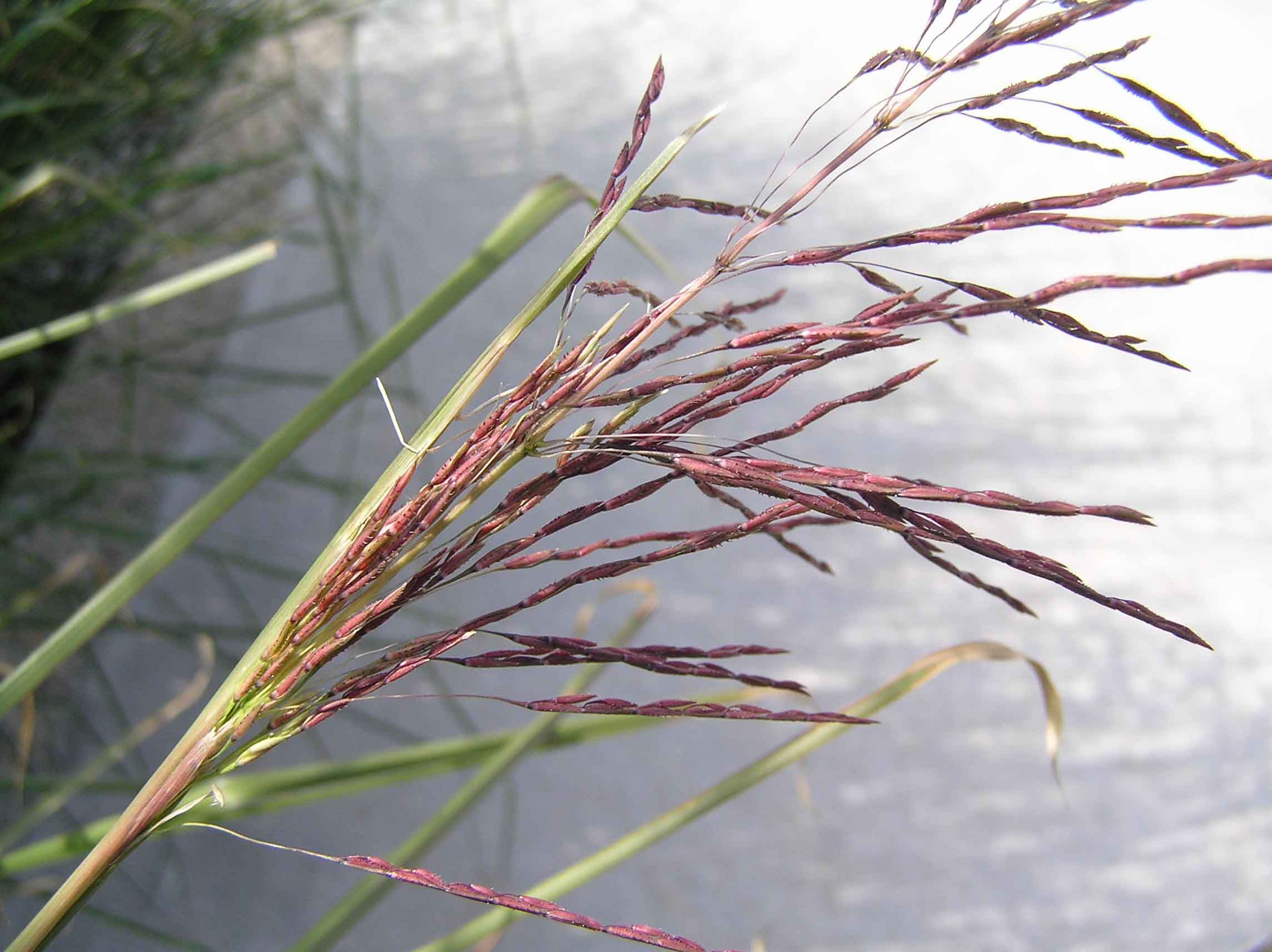
Detail laty
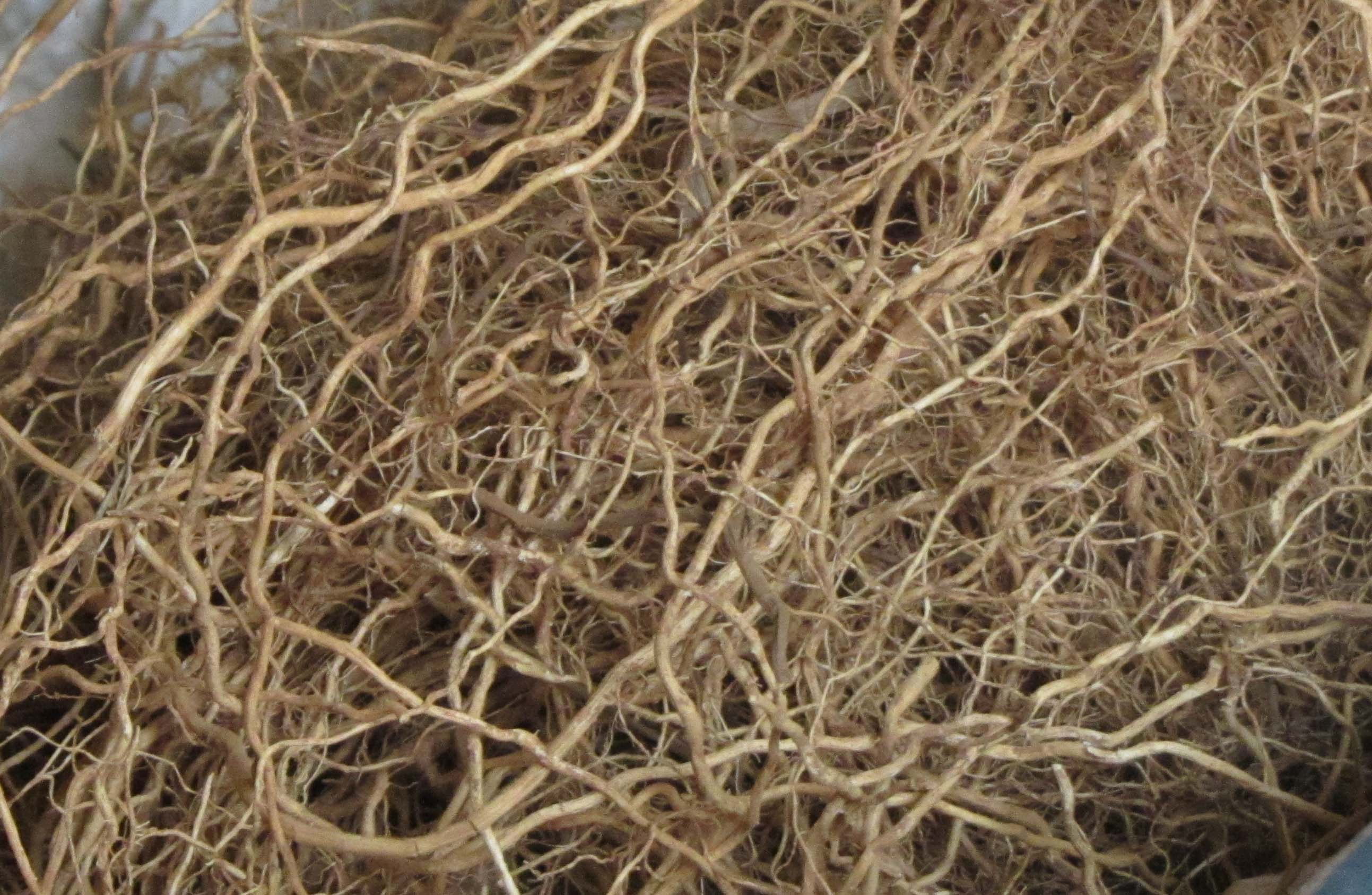
Detail kořenů

## Rozšíření a ekologie
Vetiverie ovsuchovitá pochází z tropické Asie, současný areál rozšíření je však vlivem dlouhodobého pěstování mnohem širší a zahrnuje tropické oblasti téměř celého světa. Podle některých zdrojů pochází z oblasti Indočíny a jihovýchodní Asie, jiné uvádějí jako oblast původu Indii. V současné době je pěstována v různých oblastech tropů Starého světa (Čína, tropická Afrika, Madagaskar, Nová Guinea) i v tropické Americe (jihu USA, Karibik aj.).
V oblastech původního výskytu roste tato tráva v nížinách až středních polohách do nadmořské výšky okolo 1200 metrů. Je tolerantní k širokému rozpětí pH půdy (od 3,3 až po 12,5), suchým obdobím či obsahu těžkých kovů v půdě, zaplavení, zasolení a podobně. Po poškození suchem či ohněm rychle znovu obráží. Nejlépe roste při teplotách od 25 do 35 °C.

## Obsahové látky
V oleji z kořenů vetiverie bylo zjištěno na 200 různých látek, náležejících zejména do skupiny seskviterpenických uhlovodíků a jejich kyslíkatých derivátů. Mezi hlavními aktivními složkami byly identifikovány khusimol, vetivon, eudesmol, khusimon, prezizaen, zizaen a jiné.
Olej se vytváří ve specializovaných buňkách vnější vrstvy kůry kořenů (idioblastech), které jsou kolonizovány bakteriemi. V těchto buňkách se tvoří enzymy ze skupiny terpen syntetáz a bakterie se živí produkovanými terpeny, které metabolizují na pestrou směs aromatických složek charakteristických pro olej vetiver. Rostliny, jejichž kořeny nejsou kolonizovány bakteriemi, tento olej netvoří.

Khusimol
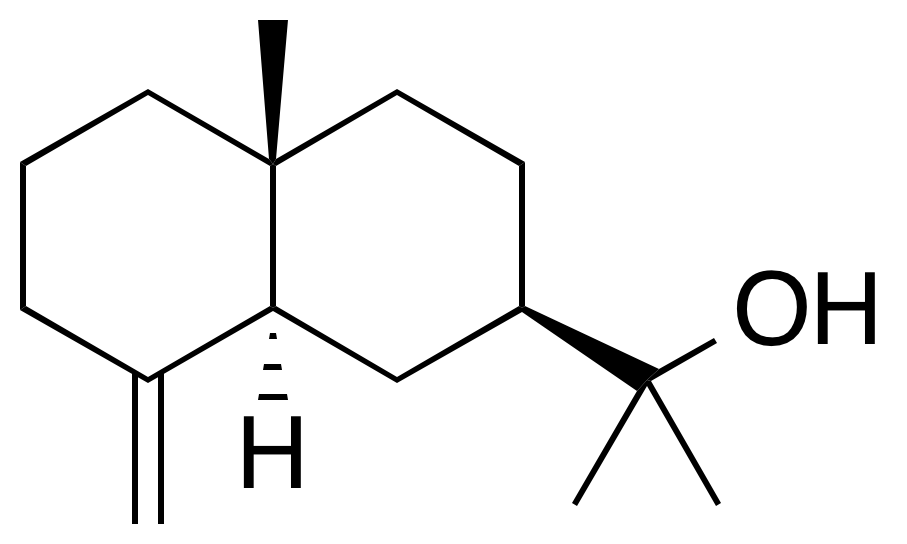
Eudesmol

## Taxonomie
Druh popsal již Carl Linné v roce 1771 pod názvem Phalaris zizanoides. V roce 1903 jej George Valentine Nash přeřadil do rodu Vetiveria a v minulosti byl proto znám pod názvem Vetiveria zizanioides. Následně byl celý rod Vetiveria vřazen do rodu Chrysopogon (zlatovous).

## Význam

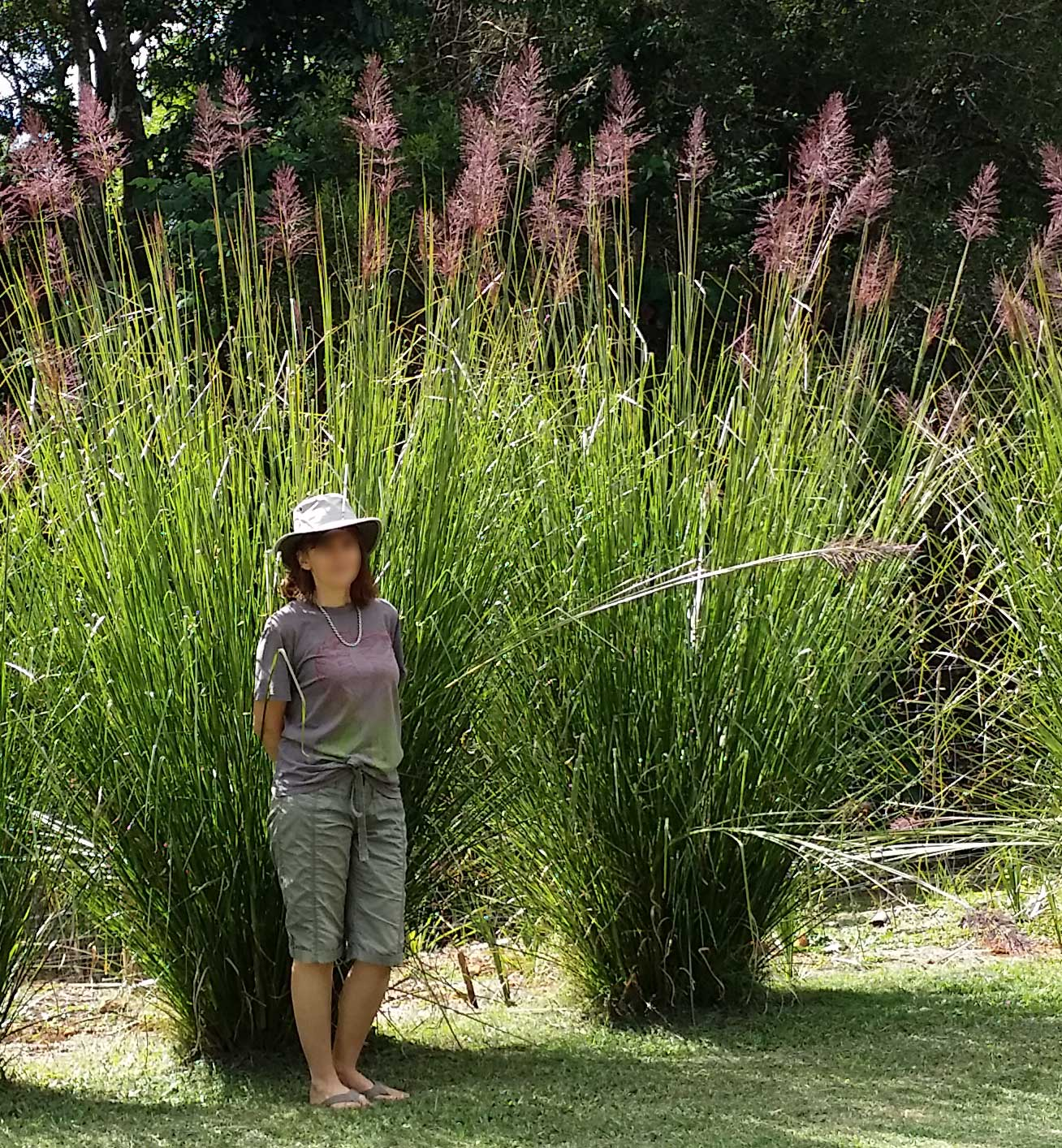
Vetiverie ovsuchovitá jako okrasná tráva

Využívání vetiverie ovsuchovité má dlouhou kulturní historii. V Indii sloužila jako zdroj vonného oleje a jako léčivo již ve starověku.

### Esenciální olej
Vetiverie je známa především jako zdroj esenciálního oleje, známého jako vetiver a destilovaného z kořenů této trávy. Olej je jednou ze složek mnoha parfémů, včetně známého Chanel No. 5. Má využití i v aromaterapii, kde slouží zejména ke zvýšení bdělosti a zmírnění duševní únavy.

### Lékařství
Rostlina je používána k léčení zejména v tradiční indické medicíně (Ájurvéda, Unani, Sidha).
Šťáva z listů slouží proti střevním parazitům.
Kořeny mají ochlazující a stimulující účinek, usnadňují dýchání, podporují zažívání a působí proti střevním parazitům. Odvar se pije při horečkách a chřipce, uštknutí hadem či bodnutí štírem, nemocech krve, žloutence či nadměrném pocení.
Prášek z kořenů se aplikuje na vředy, pasta na různé kožní neduhy. Odvar z kořenů se inhaluje při ošetřování malarické horečky. Pasta z kořenů vetiverie a kořenů rostliny Hemidesmus indicus z čeledi toješťovité se podává při průjmech.
Rostlina má rovněž význam v magických rituálech.
Podle textů ájurvédské medicíny by neměl být vetiver užíván v průběhu těhotenství, neboť ovlivňuje funkci dělohy. V minulosti byl používán k vyvolání potratu a také k urychlení porodu. O bezpečnosti užívání při kojení nejsou dostupné žádné informace.

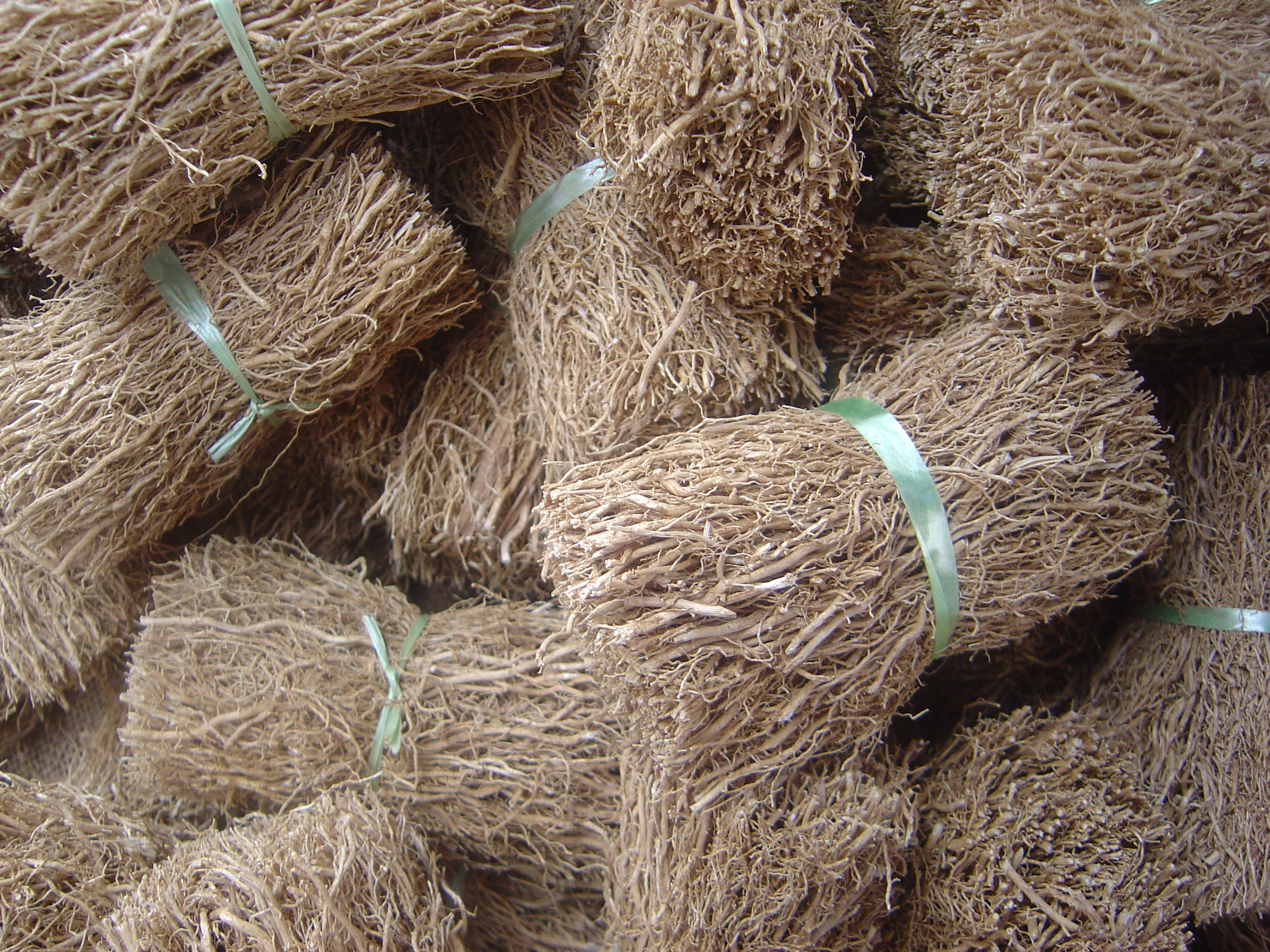
Otepi sklizených kořenů vetiverie
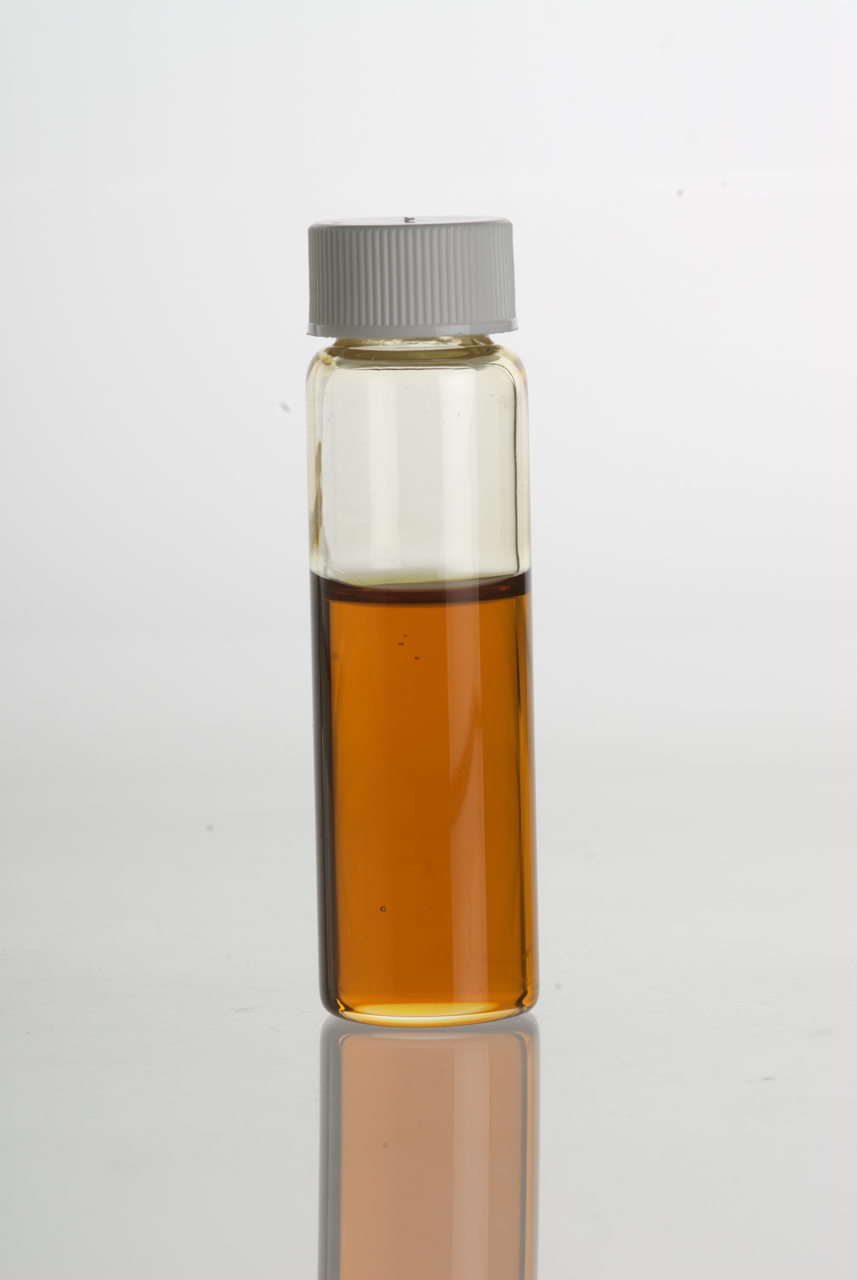
Vetiver, esenciální olej z kořenů vetiverie
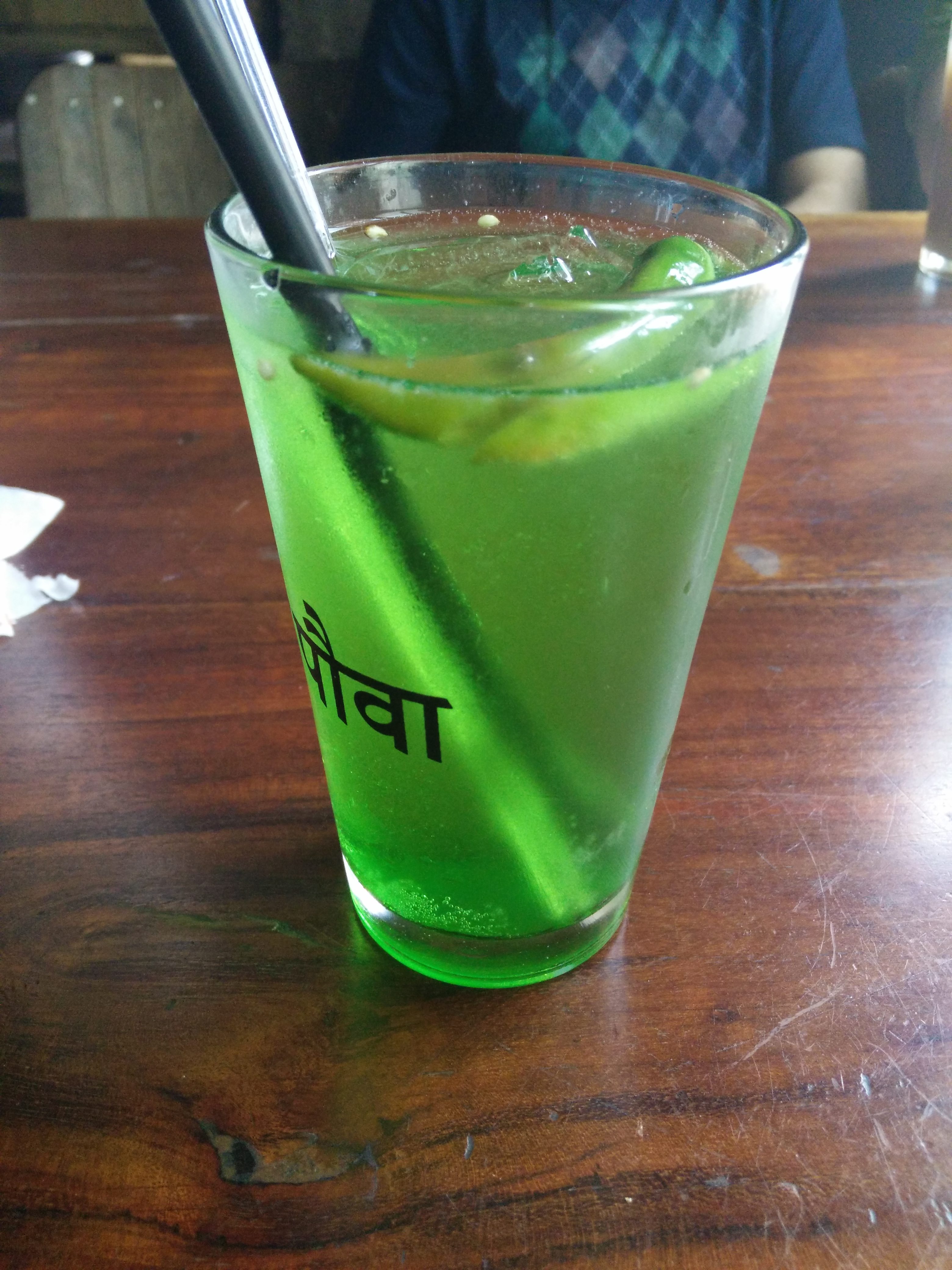
Khus Sarbat, ájurvédský léčivý přípravek z vetiverie

### Okrasné zahradnictví a pěstování
Vetiverie ovsuchovitá je v tropických zemích pěstována jako impozantní okrasná tráva.
Pro svoji výšku je tato odolná, pevná tráva vysazována také jako větrolam, zelená zástěna či živý plot a k zabránění větrné či vodní erozi. V některých oblastech je využívána i jako krmivo pro hospodářská zvířata.
V oblastech mírného pásu není zimovzdorná, lze ji však pěstovat jako jednoletou rostlinu, pokud se v předjaří rozpěstuje ve vnitřním prostředí a později přesune ven v kontejneru. V takových podmínkách zřídkakdy kvete, má však atraktivní olistění, které se na podzim barví do bronzově purpurových odstínů. Pokud je pěstována jako trvalka a na zimu se přesunuje např. do skleníku, vytváří hustší trsy, které se každým rokem zvětšují. Vyhovuje jí plné slunce. Snáší různé typy půdy, která by ale měla být dobře propustná. Množí se dělením trsů nebo výsevem semen.
Druh není udáván ze sbírek žádné české botanické zahrady.

### Další využití
Vetiverie je využívána v indické kuchyni k aromatizaci pokrmů, ovoňování čaje, ovocných šťáv, zmrzlin, drinků a tabákových výrobků.
Tradičně je využívána také k pletení košů, zástěn a dalších výrobků, které se za vlhka vyznačují příjemnou vůní a slouží k osvěžení atmosféry různých prostor.
Pohledná květenství jsou používána v aranžérství. Libovonné kořeny jsou po usušení používány k navonění prádla a jako ochrana proti šatním molům.